# Vaskas Komplex
Vaskas Komplex ist der Trivialname der Iridiumverbindung trans-Carbonylchloridobis(triphenylphosphin)iridium(I).
Dieser quadratisch-planare diamagnetische Komplex besteht aus einem zentralen Iridiumatom, an dem zwei Triphenylphosphin-Liganden zueinander trans gebunden sind. Des Weiteren befinden sich noch ein Chlorid und ein Carbonylligand in der Koordinationssphäre des Metalls. Über den Komplex berichteten erstmals Di Luzio und Lauri Vaska im Jahr 1961. Der Komplex hat eine zitronengelbe Farbe.

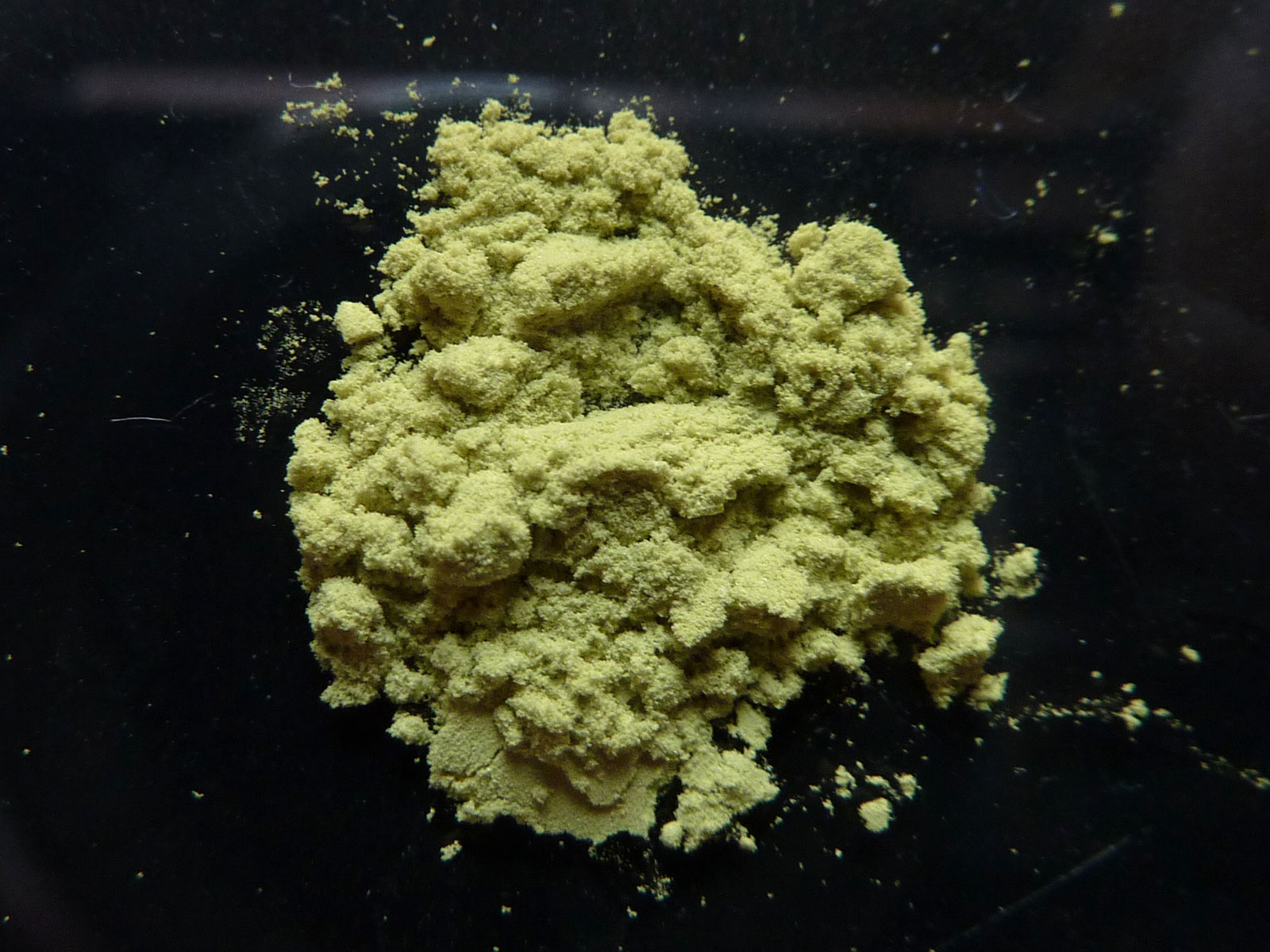
Vaskas Komplex

## Darstellung
Die Verbindung ist ausgehend von Iridium(III)-chlorid durch Heizen in einem hochsiedenden Lösungsmittel wie Dimethylformamid in der Gegenwart von Triphenylphosphin und einer Kohlenmonoxidatmosphäre zugänglich. Das Triphenylphosphin wirkt in der Reaktion sowohl als Reduktionsmittel als auch als Ligand.
Alternativ kann [Iridium(Cl)(cod)]2 (cod = 1,5-Cyclooctadien) über Zugabe von Triphenylphosphin und anschließender Begasung mit Kohlenmonoxid zum gewünschten Produkt führen.

## Reaktivität
Vaskas Komplex ist insbesondere wegen seiner Fähigkeit zur reversiblen oxidativen Addition von Sauerstoff bekannt. Zudem können Wasserstoff und Halogenwasserstoffe oxidativ addiert werden.